# Cerro Manquehue

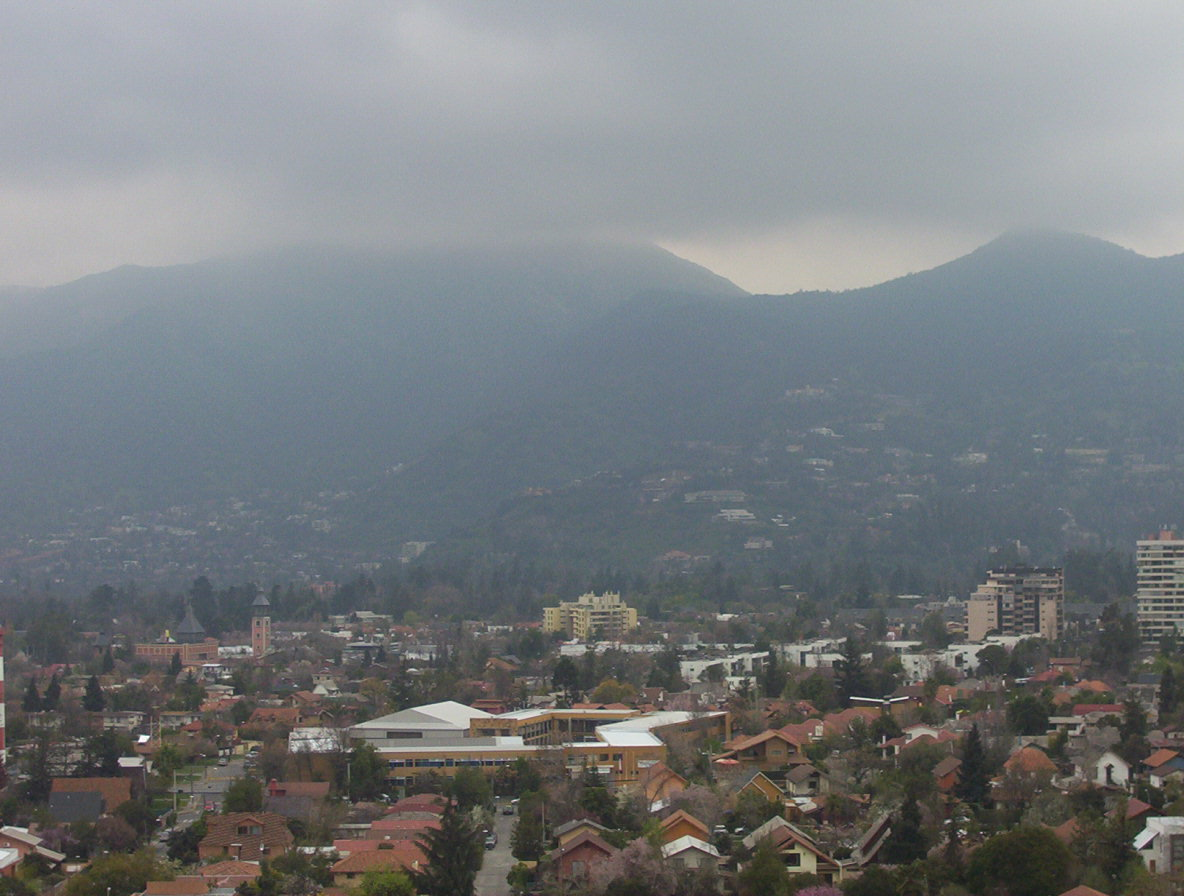
El cerro Manquehue con su cima cubierta de nubes. En sus laderas se ve Vitacura.

El Cerro Manquehue (del mapudungún: Mañkewe ‘lugar de cóndores’) es un macizo ubicado en la ciudad de Santiago de Chile. Es el cerro más alto del Valle de Santiago, y delimita a las comunas de Huechuraba, Lo Barnechea y Vitacura. Forma parte de la cadena montañosa denominada cordón de Manquehue, siendo su cumbre más alta. 

## Descripción
Tiene 1638 m s. n. m.  (con una prominencia aproximada sobre el terreno circundante de 900 m), Integra el denominado cordón Manquehue, al noreste de la capital de Chile. Está ubicado entre las comunas de Huechuraba, Lo Barnechea y Vitacura, junto a la ribera norte del río Mapocho. 
Este cerro tiene una antigüedad geológica de 19 millones de años El milenario cerro Manquehue, un ecosistema único y fuente de recreación y de estética, se encuentra seriamente amenazado. En su ladera sur se encuentra el barrio santiaguino de Santa María de Manquehue. En su ladera norte se encuentra La Dehesa. En la década de 1980s, Augusto Pinochet intentó hacer la Casa Presidencial en sus laderas encontrándose con gran oposición. La estructura fue destinada con posterioridad al Club Militar Lo Curro.

## Nota volcanológica
El cerro Manquehue deriva de un volcán.  A partir de hace 20 millones de años la franja de volcanes de la historia geológica del valle central de Chile se desplazó hacia el oriente, donde se originó un gran estratovolcán que estuvo activo por cerca de 3 millones de años. De ese colosal volcán solo quedan sus raíces, las que actualmente dan forma al cerro Manquehue. A partir de los 16 millones de años la actividad volcánica en esta zona disminuyó notablemente, desplazándose el volcanismo aún más hacia el oriente.

## Flora y fauna

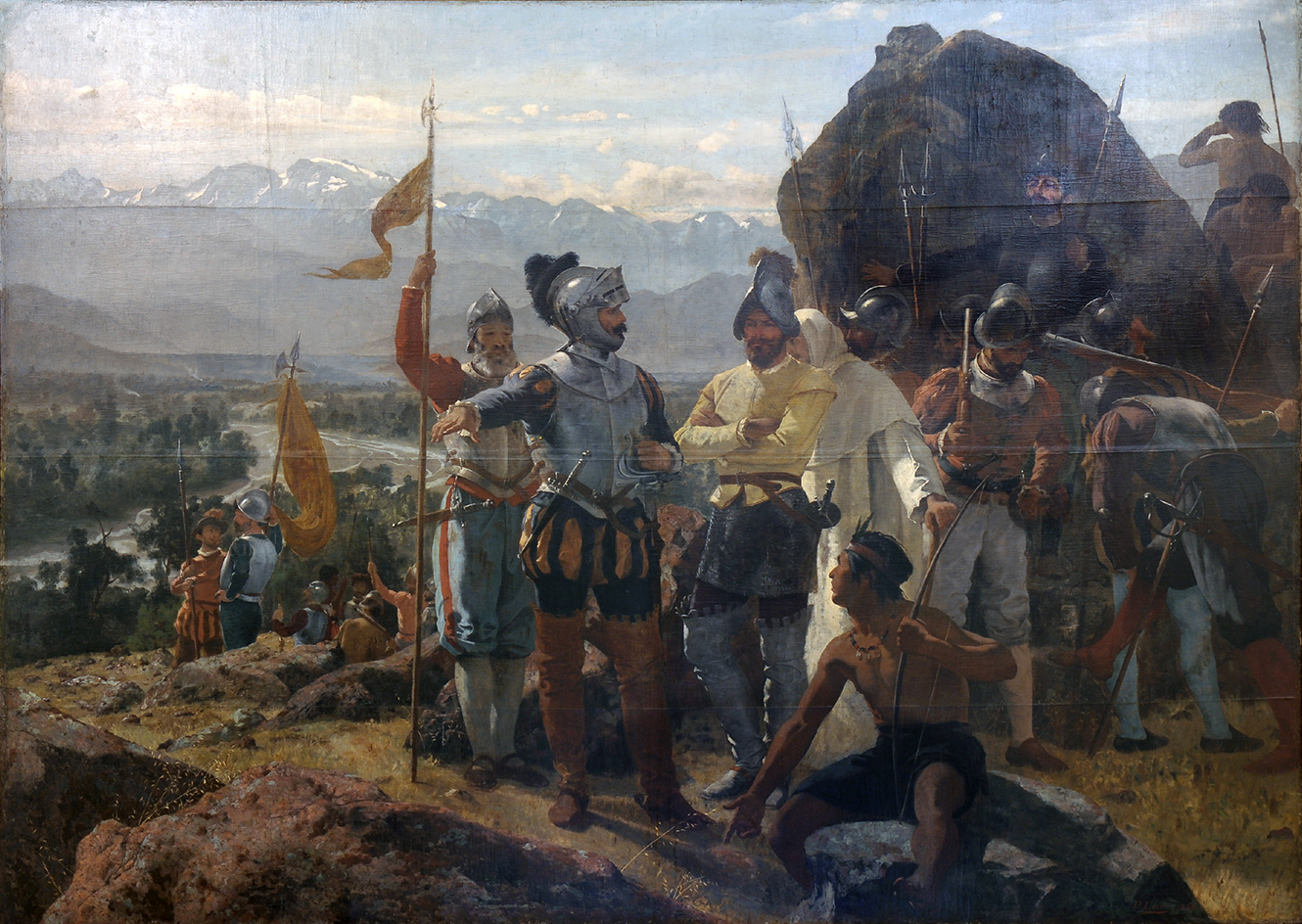
Fundación de Santiago. Entre los yelmos de Pedro de Valdivia y Francisco de Villagra, aparece el cerro Provincia. La cumbre más alta es el cerro El Plomo. Se ve el río Mapocho y tras este el cerro Manquehue.

Posee un «bosque maduro de tipo esclerófilo». Sólo el uno por ciento de estos bosques se conservan en la zona Central de Chile. Se encuentran árboles como el bollén, chequén, litre, maitén, peumo y quillay. Existen pocos arbustos como el guayacán. 
Después de inviernos lluviosos aparecen bulbosas nativas, como añañucas, azulillos, alstroemerias, capachitos y huillis.
En su ladera norte presenta numerosos ejemplares de quiscos y chaguales. Estos últimos pueden ser vistos en floración desde mediados de primavera.
En su cumbre y laderas pueden verse, con alguna dificultad, zorros culpeos y culebras de cola larga. Frecuentan el cerro, además, numerosas aves como el cóndor andino, la tenca, la turca, la codorniz californiana, la perdiz, la tórtola común, la diuca, el chincol y el cachudito, entre otras.

## Sitio arqueológico El Mercurio
Mientras se construían las nuevas instalaciones del periódico El Mercurio en la base del cerro Manquehue, entre 1988 y 1990, se encontraron restos arqueológicos del periodo agroalfarero temprano de Chile Central. Se recuperaron 36 individuos con ajuares y ofrendas. La mayor cantidad de artefactos culturales recuperados corresponde a cerámica. También se recuperaron artefactos líticos de molienda y lascas, de andesita basáltica, cuarzo, jaspe y obsidiana. Las características permiten adscribirlo a la cultura Llolleo. Sin embargo, también se ha definido un momento de ocupación anterior en esta misma área, también atribuible al periodo alfarero temprano, pero con características diferentes que han sido definidas como «comunidades iniciales», y se ha fechado en 150 +/- 150 d. C.; 120 +/- 180 d. C.

## Actualidad
La gran explosión inmobiliaria en la zona oriente de Santiago ha provocado problemas con el medio ambiente en el cerro.